# Anàglifs de Trajà
Els Anàglifs de Trajà o Plúteus de Trajà (en llatí, Plutei Traiani) són uns plafons de marbre tallats amb baixos relleus que daten de principis del s. II. Es descobriren l'any 1872. Actualment s'exposen en la Cúria Hostília però no formaven part d'aquest edifici al principi. Contenen una representació interessant de la topografia del Fòrum Romà de principis del s. II, al llarg de la part posterior dels plafons.

## Ubicació
Els Plutei Traiani van estar exposats a l'esplanada central del Fòrum Romà, però la ubicació precisa no se'n coneix[1]. Es trobaren al setembre de 1872 sota una construcció medieval coneguda com a Torre del Campanar, davant de l'arc de Septimi Sever[2]. És possible que estigueren col·locats sobre una base en aquesta part del Fòrum, o potser decoraven els Rostra imperials[3] o el marbre negre del Lapis Niger. Una altra hipòtesi situa els relleus a banda i banda de la zona sagrada amb una figuera, una olivera i una vinya al costat de la qual era l'estàtua de Màrsies.[4][3][5]

## Història
Es creu que els construí l'emperador Trajà, tot i que també s'elucubra amb la possibilitat que foren obra del seu successor Hadrià. Potser es construïren per a la vora dels Rostra o als costats d'un paviment negre per marcar la «tomba de Ròmul» subterrània. Malgrat aquesta incertesa, són de gran valor històric, pels relleus dels dos costats del Fòrum en l'època en què s'erigiren.

## Descripció
Contenen dues escenes diferents, que fan referència a fets històrics del regnat de Trajà, tret que la segona escena represente més aviat esdeveniments del principi del d'Hadrià, a qui els arqueòlegs recentment atribueixen la realització dels relleus[1]. Les dues escenes es desenvolupen en el Fòrum. En cada escena en el primer pla d'un extrem, destaca la presència de l'estàtua de Màrsies[6].

### Primer plafó

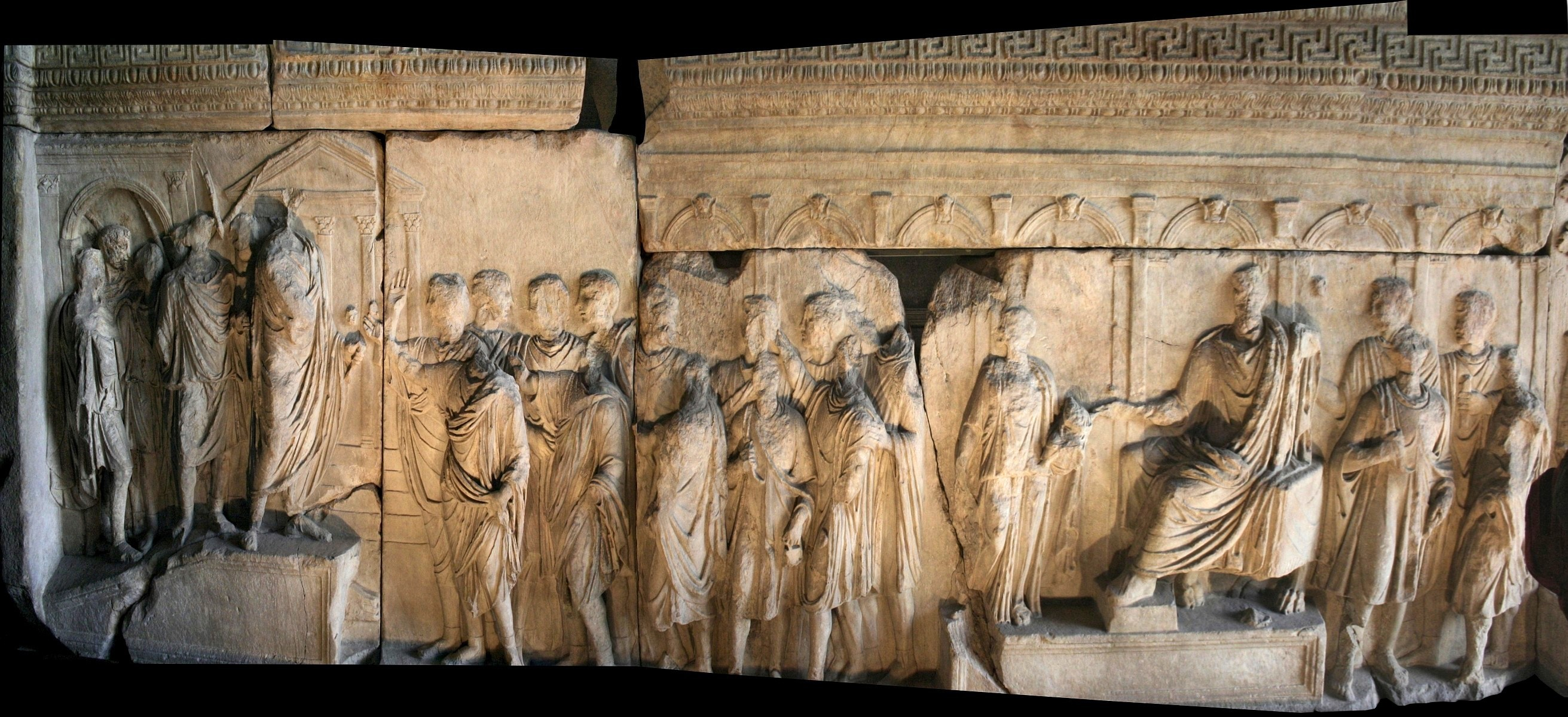
Primer plafó: institució dels Alimenta

El relleu de la dreta mostra l'emperador Trajà distribuint els alimenta,[3], institució caritativa per a orfes, un sistema de préstecs acordats amb els propietaris italians els interessos dels quals s'empraven per finançar ajuts per a nens pobres[7]. A l'esquerra, l'emperador es troba en el Rostra, envoltat per lictors; es dirigeix a la multitud reunida al Fòrum i sembla distribuir diners[8]. Al centre, Trajà seu en un podi al mig del Fòrum, juntament amb una personificació d'Itàlia que duu un xiquet menut al braç[9].

### Segon plafó

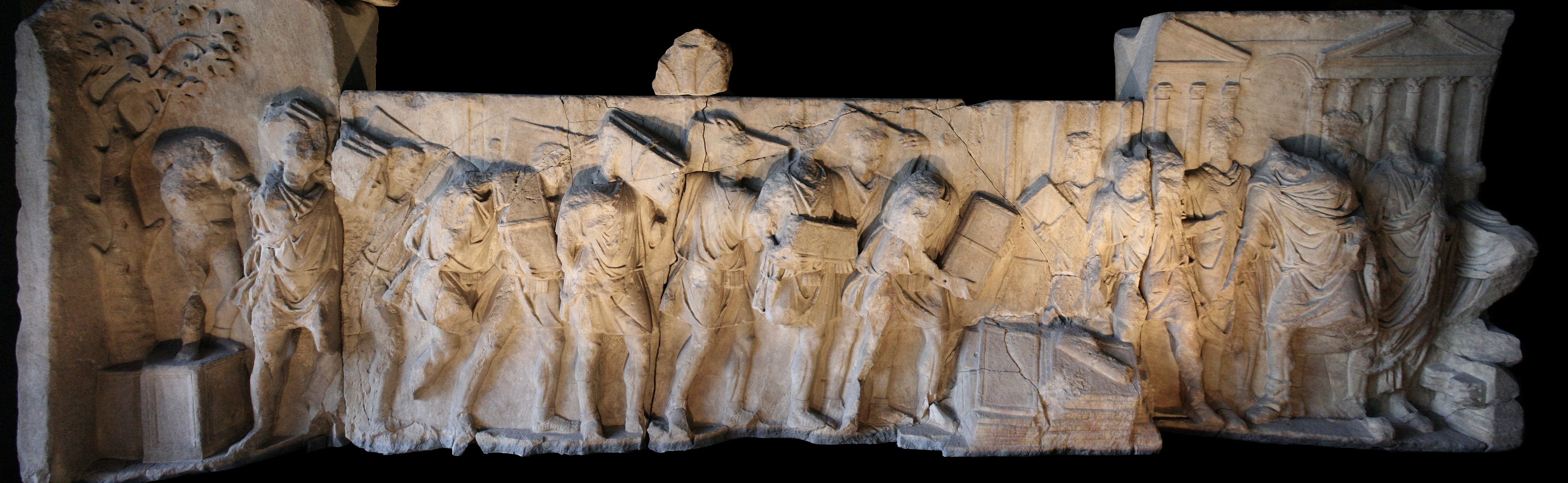
Segon plafó: condonació dels deutes

Al relleu de l'esquerra hi ha una crema de documents en presència de Trajà. ·  o Hadrià. Aquestes tauletes de fusta unides de dues en dues per una cinta són els registres dels imposts pendents. (reliqua vetera). L'emperador és dempeus davant els "Rostra" imperials. Aquesta pràctica del «perdó fiscal» la feu Trajà després de véncer en les guerres dàcies del 102. · . Després ho tornà a fer el seu successor, Hadrià, al 118, fins a la suma de 900 milions de sextercis. Per això no se sap del cert quin dels dos emperadors es representa ací. Segons Suetoni, els deutes a la primeria del regnat d'Hadrià eren 900 milions de sextercis i els registres es cremaren el 118. Per contra, l'esdeveniment es fa tradicionalment al Fòrum de Trajà i no al Fòrum Romà; l'artista hauria restituït l'escena en un decorat més simbòlic.
| «                                                           | No ometent res que poguera atraure'l l'afecte dels pobles, perdonà als particulars a Roma i a Itàlia tot el que devien a la hisenda. Les províncies, les deixà tranquil·les quant a les considerables quantitats que continuaven devent, i per a seguretat dels deutors, manà cremar al Fòrum de Trajà els documents que acreditaven els deutes. | » |
| — Historia Augusta (traducció de Francisco Navarro i Calvo) | |   |

### Representació del Fòrum
Tots dos marbres tenen relleus en segon pla de les escenes. Representen edificis del Fòrum Romà, sembla que del mateix costat, el meridional, que apareix en ambdues escenes,[17] vist per un espectador que es trobaria al costat septentrional i a l'altura de l'estàtua de Màrsies[15]. Aquest grup serveix d'eix entre les dues decoracions.
Al plafó de l'esquerra, de nou d'esquerra a dreta: la plataforma dels oradors davant del temple del Diví Juli, l'arc d'August, el temple de Càstor i Pòl·lux, el Vicus Tuscus (representat per un espai buit) i les arcades de la basílica Júlia.
En el de la dreta, d'esquerra a dreta, els edificis són: les arcades de la basílica Júlia, un espai buit pel Vicus Iugarius, el temple de Saturn, un arc que marca l'inici del Clivus Capitolinus, el temple de Vespasià i els Rostra[10] (només un n'és visible). Falta una part del relleu, on hauria d'haver-hi el temple de la Concòrdia.

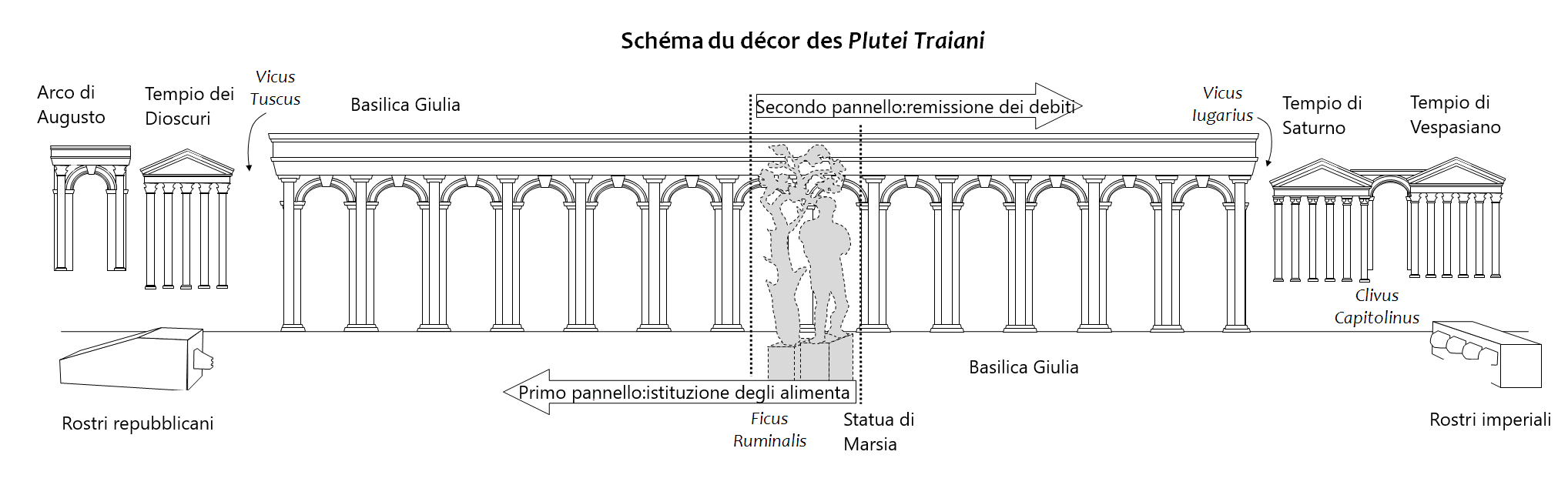
Esquema de la decoració en segon pla dels dos plafons principals